# 馬込駅
馬込駅（まごめえき）は、東京都大田区北馬込二丁目にある、東京都交通局（都営地下鉄）浅草線の駅である。駅番号はA 02。

## 年表
- 1968年（昭和43年）11月15日：都営1号線の駅として開業[4]。
- 1978年（昭和53年）7月1日：都営1号線を浅草線に改称[4]。
- 2007年（平成19年）3月18日：ICカード「PASMO」の利用が可能となる[5]。
- 2013年（平成25年）4月1日：業務委託化。

## 駅構造
島式ホーム1面2線を有する地下駅。改札口とホームの間にエスカレーターとエレベーターが設置されている。トイレはホームの中延寄り先端に設置されている。かつては定期券売り場が設置されていたが、2008年2月15日に営業を終了した。現在はピンク色の自動券売機が設置され、ここで定期券を購入できるようになっている。
2008年8月20日から2010年5月22日にかけて、エレベーターの新設を含むバリアフリー対応工事や防災対応工事のために、A3出入口が一時閉鎖されていた。工事開始前までは、中延寄りの改札前の空間に「パノラマオアシス」という名称が付けられ、5300形をあしらった本棚である「浅草線馬込文庫」が設置されていたが、改良工事などの関係で2009年に撤去された。さらに、2011年度にはホーム側壁の改装工事が行われ、白とピンクの壁面に改装された。
五反田駅務区が管轄し、業務を東京都営交通協力会に委託している。

### のりば
| 番線 | 路線       | 行先                       |
| ---- | ---------- | -------------------------- |
| 1    | 都営浅草線 | 西馬込方面                 |
| 2    | 都営浅草線 | 押上・ 京成線・ 北総線方面 |

（出典：都営地下鉄:駅構内図）

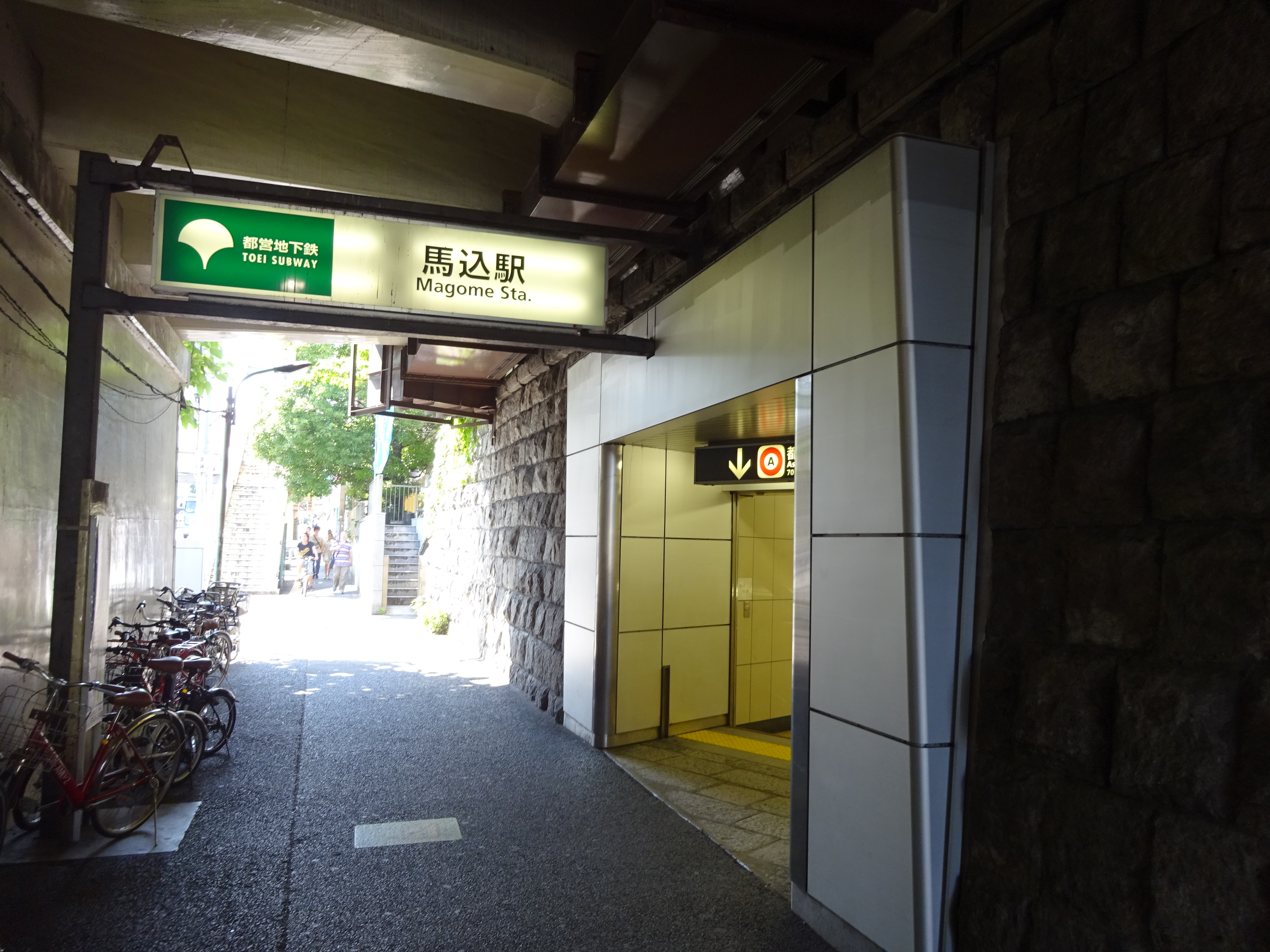
A1出入口（2016年6月）
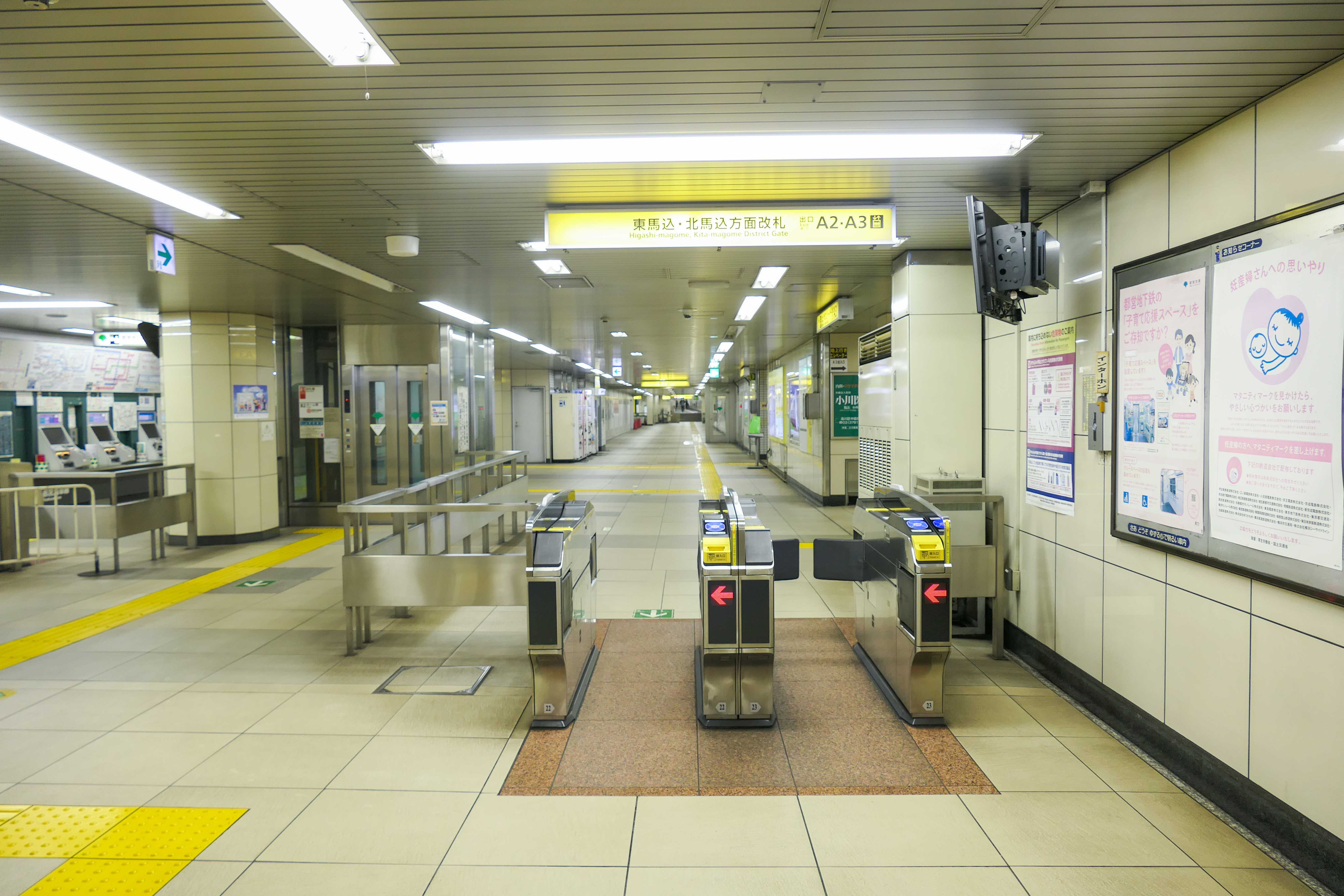
東馬込・北馬込方面改札（2022年11月）
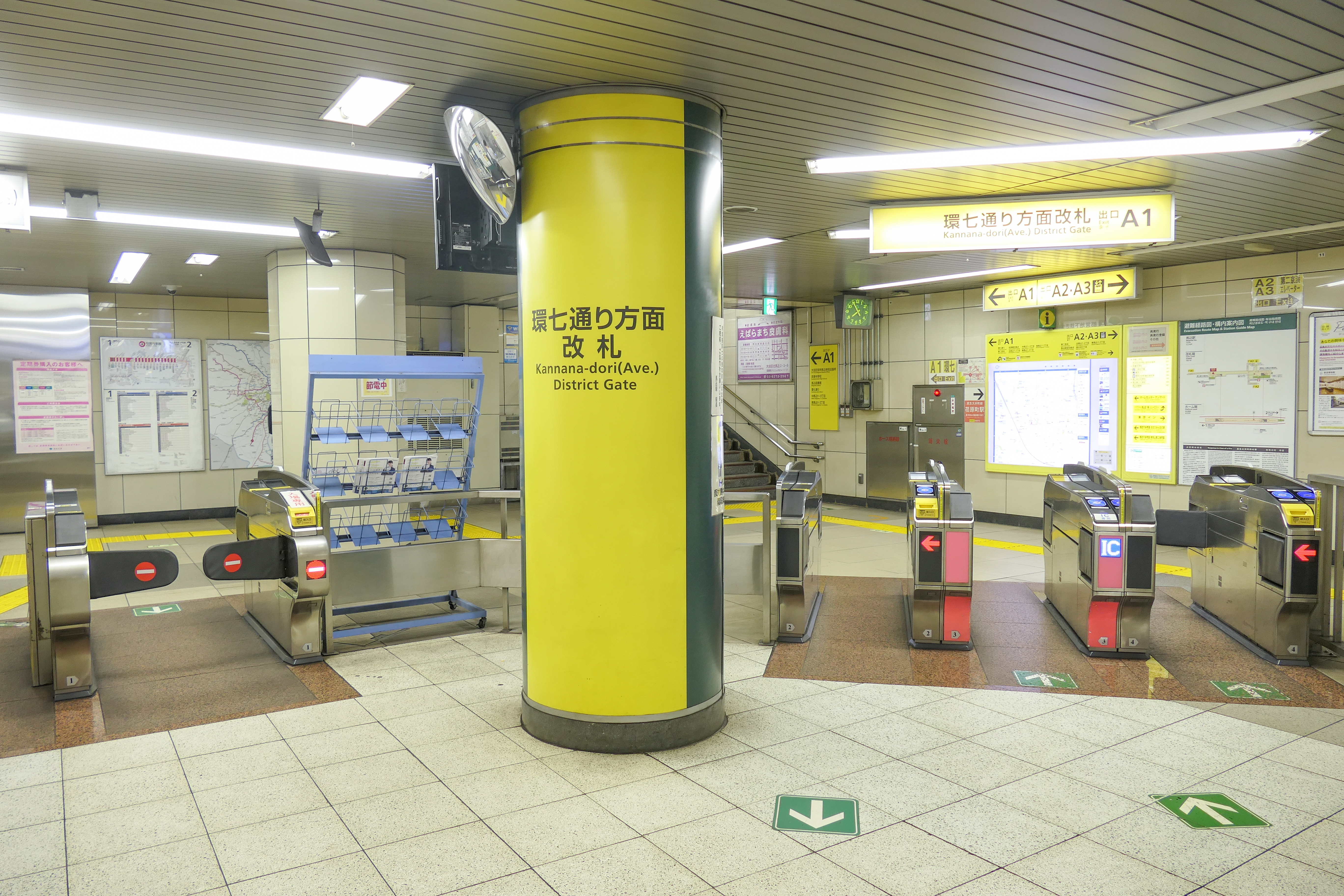
環七通り方面改札（2022年11月）
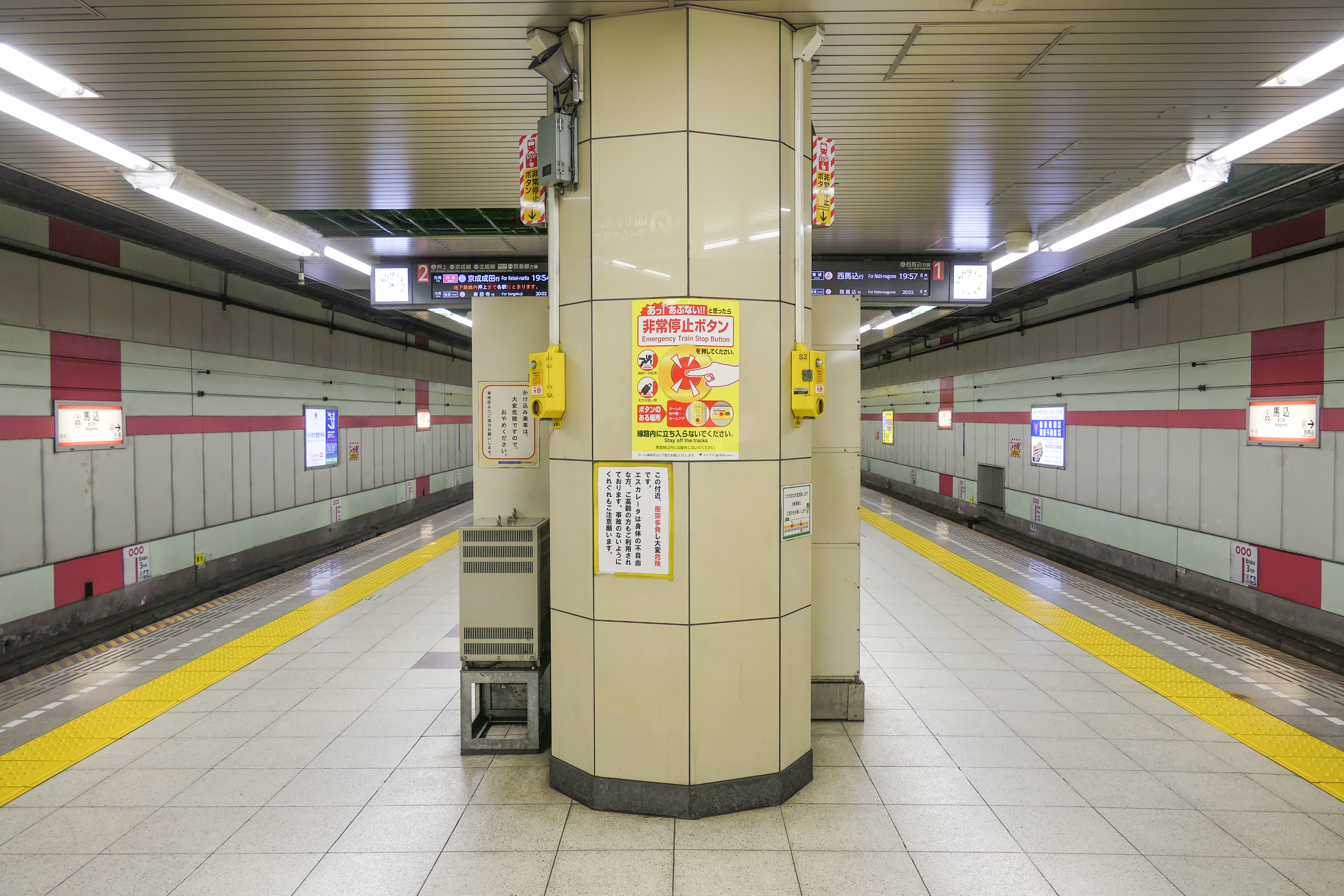
ホーム（2022年11月）

2010年リニューアル前の様子
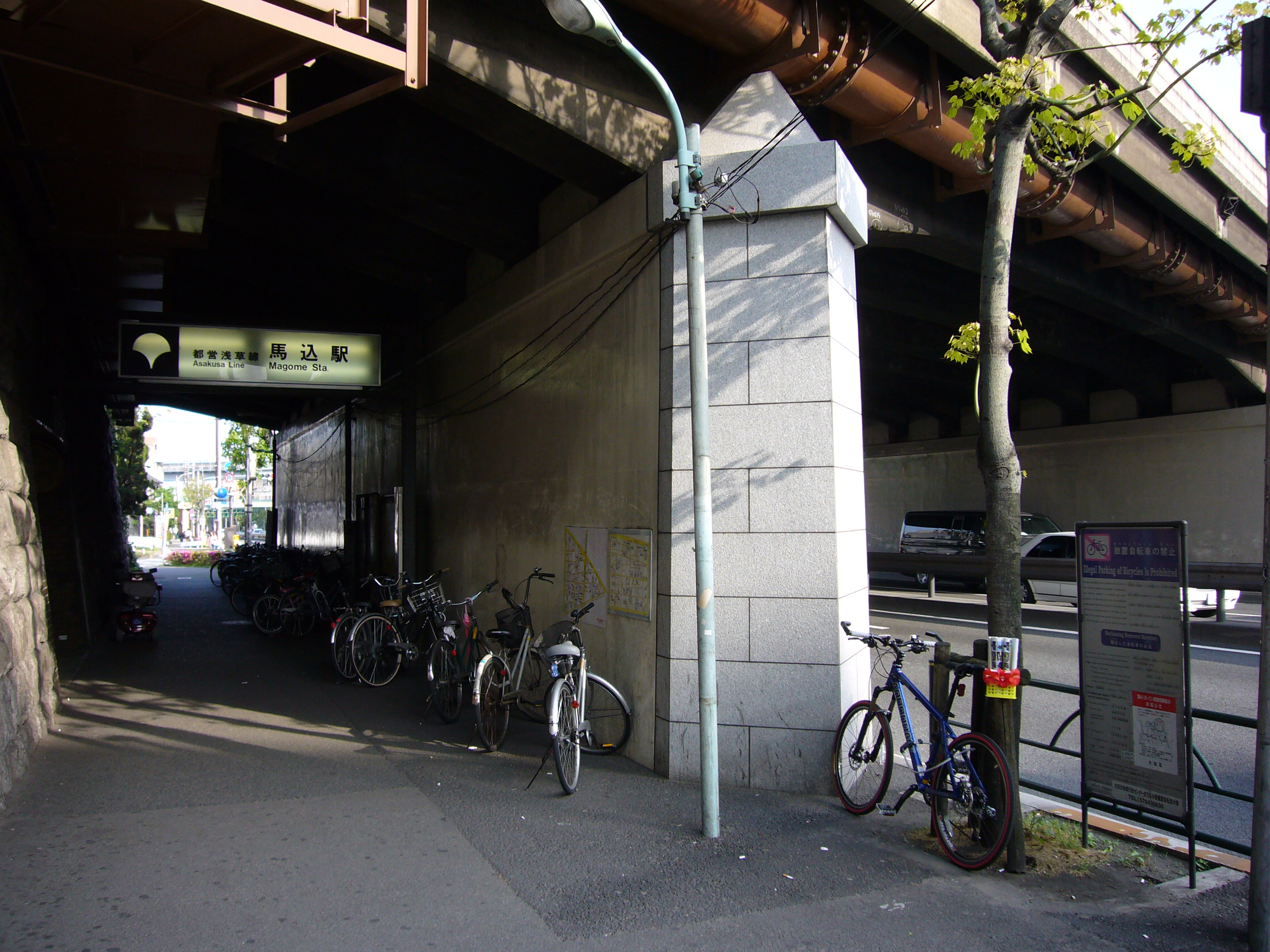
A1出入口（2006年5月）
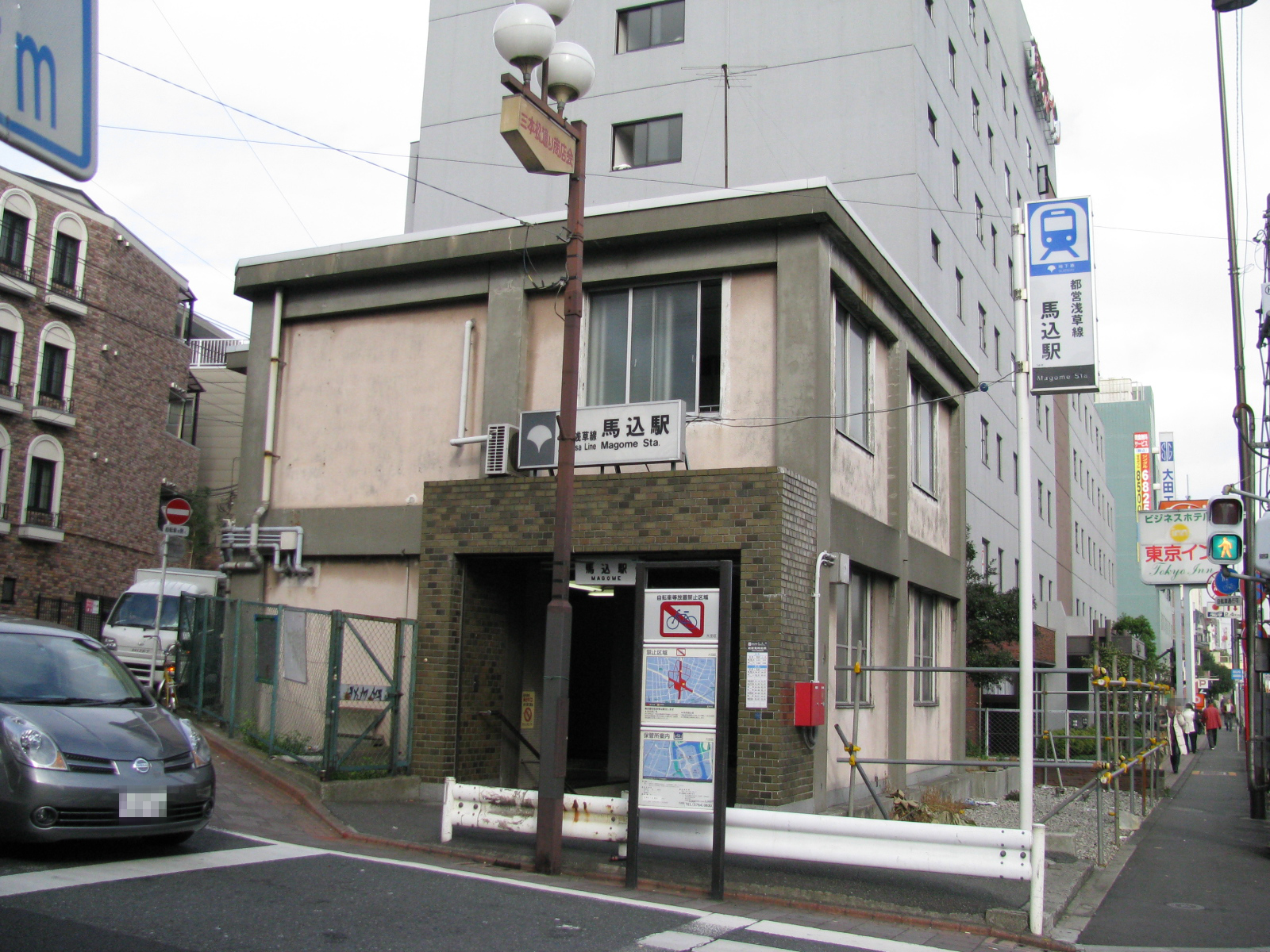
A3出入口（2007年1月）
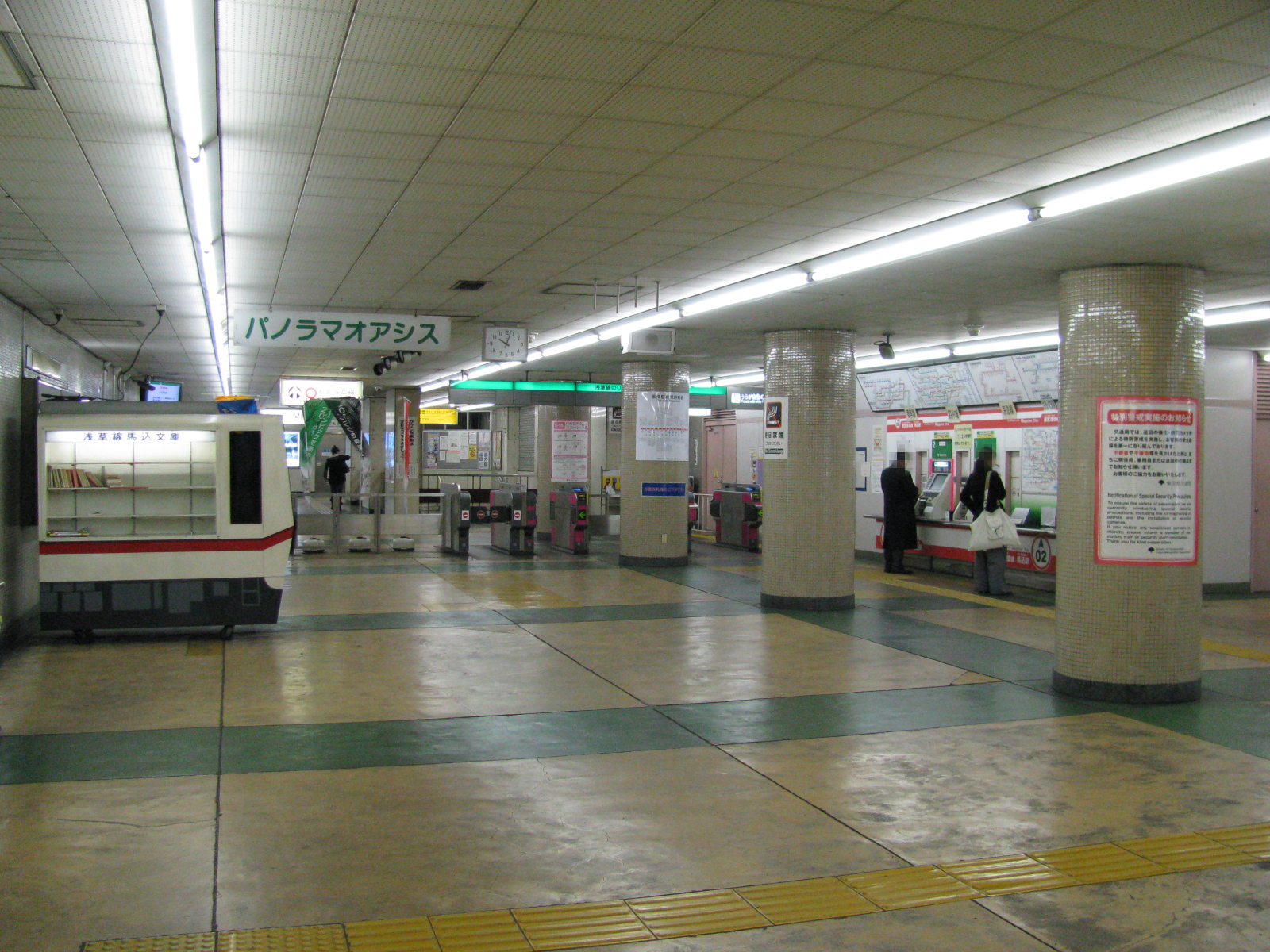
改札付近（2007年1月）
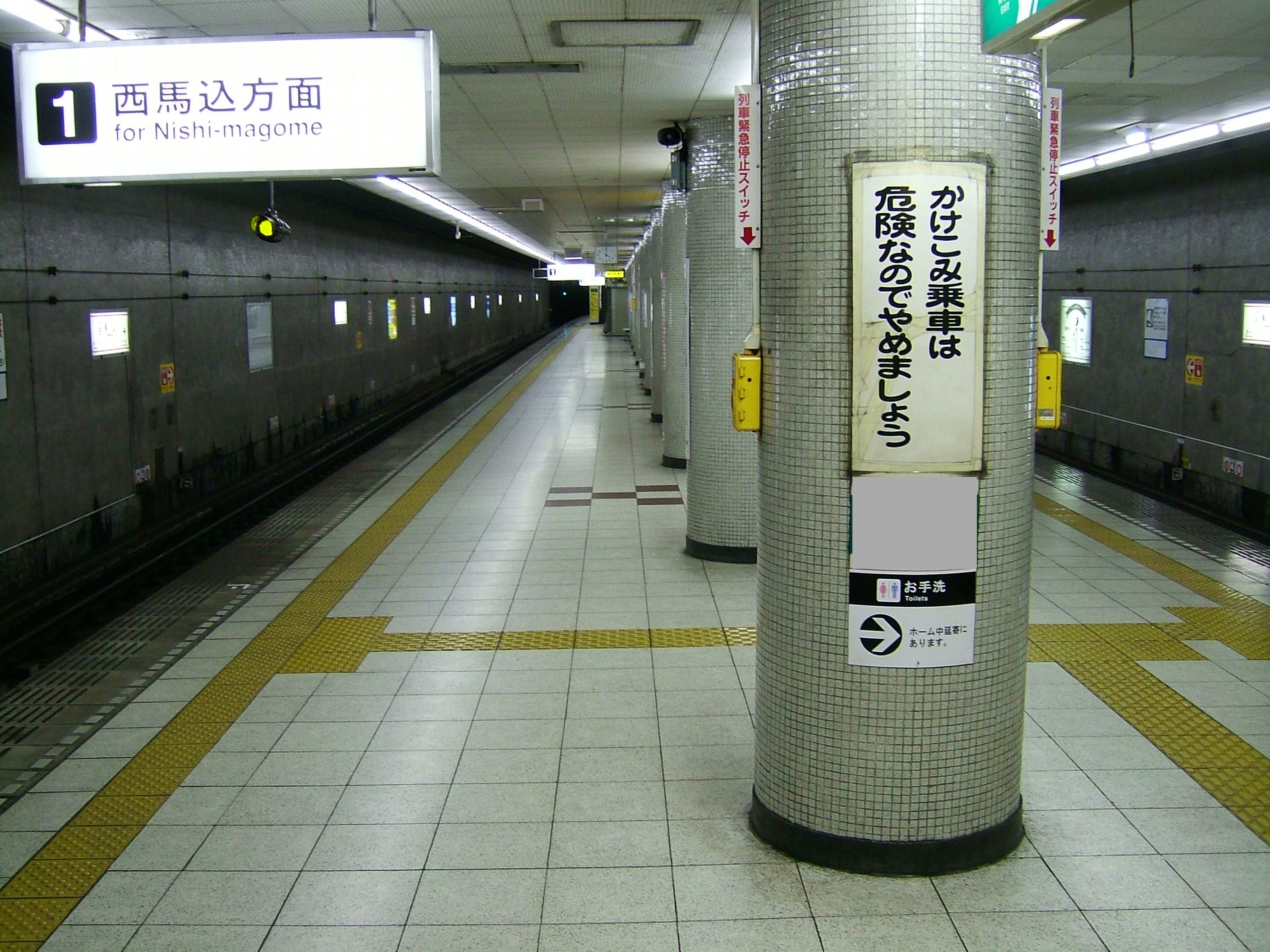
ホーム（2007年11月）

## 利用状況
2023年（令和5年）度の1日平均乗降人員は25,129人（乗車人員：12,819人、降車人員：12,310人）である。
近年の1日平均乗降人員および乗車人員の推移は下表の通り。

### 平成
| 年度               | 1日平均 乗降人員 | 1日平均 乗車人員 | 出典     | 出典        |
| 年度               | 1日平均 乗降人員 | 1日平均 乗車人員 | 東京都   | 交通局      |
| ------------------ | ---------------- | ---------------- | -------- | ----------- |
| 1990年（平成02年） |                  | 11,888           | [ * 1 ]  |             |
| 1991年（平成03年） |                  | 12,189           | [ * 2 ]  |             |
| 1992年（平成04年） |                  | 12,362           | [ * 3 ]  |             |
| 1993年（平成05年） |                  | 12,301           | [ * 4 ]  |             |
| 1994年（平成06年） |                  | 12,274           | [ * 5 ]  |             |
| 1995年（平成07年） |                  | 11,831           | [ * 6 ]  |             |
| 1996年（平成08年） |                  | 11,934           | [ * 7 ]  |             |
| 1997年（平成09年） |                  | 11,981           | [ * 8 ]  |             |
| 1998年（平成10年） |                  | 11,874           | [ * 9 ]  |             |
| 1999年（平成11年） |                  | 11,667           | [ * 10 ] |             |
| 2000年（平成12年） |                  | 11,819           | [ * 11 ] |             |
| 2001年（平成13年） |                  | 12,197           | [ * 12 ] |             |
| 2002年（平成14年） |                  | 12,247           | [ * 13 ] |             |
| 2003年（平成15年） | 22,889           | 11,874           | [ * 14 ] |             |
| 2004年（平成16年） | 22,608           | 11,750           | [ * 15 ] | [ 都交 2 ]  |
| 2005年（平成17年） | 22,463           | 11,682           | [ * 16 ] |             |
| 2006年（平成18年） | 22,886           | 11,901           | [ * 17 ] | [ 都交 3 ]  |
| 2007年（平成19年） | 23,667           | 12,290           | [ * 18 ] | [ 都交 4 ]  |
| 2008年（平成20年） | 23,653           | 12,225           | [ * 19 ] | [ 都交 5 ]  |
| 2009年（平成21年） | 23,517           | 12,111           | [ * 20 ] | [ 都交 6 ]  |
| 2010年（平成22年） | 23,092           | 11,876           | [ * 21 ] | [ 都交 7 ]  |
| 2011年（平成23年） | 22,897           | 11,782           | [ * 22 ] | [ 都交 8 ]  |
| 2012年（平成24年） | 23,751           | 12,212           | [ * 23 ] | [ 都交 9 ]  |
| 2013年（平成25年） | 24,577           | 12,635           | [ * 24 ] | [ 都交 10 ] |
| 2014年（平成26年） | 24,750           | 12,708           | [ * 25 ] | [ 都交 11 ] |
| 2015年（平成27年） | 25,630           | 13,137           | [ * 26 ] | [ 都交 12 ] |
| 2016年（平成28年） | 26,358           | 13,509           | [ * 27 ] | [ 都交 13 ] |
| 2017年（平成29年） | 27,720           | 14,176           | [ * 28 ] | [ 都交 14 ] |
| 2018年（平成30年） | 28,981           | 14,807           | [ * 29 ] | [ 都交 15 ] |

### 令和
| 年度               | 1日平均 乗降人員 | 1日平均 乗車人員 | 出典     | 出典        |
| 年度               | 1日平均 乗降人員 | 1日平均 乗車人員 | 東京都   | 交通局      |
| ------------------ | ---------------- | ---------------- | -------- | ----------- |
| 2019年（令和元年） | 29,491           | 15,054           | [ * 30 ] | [ 都交 16 ] |
| 2020年（令和02年） | 21,803           | 11,128           |          | [ 都交 17 ] |
| 2021年（令和03年） | 21,836           | 11,164           |          | [ 都交 18 ] |
| 2022年（令和04年） | 23,527           | 12,012           |          | [ 都交 19 ] |
| 2023年（令和05年） | 25,129           | 12,819           |          | [ 都交 1 ]  |

## 駅周辺
- 大田区立馬込図書館[1]
- 朋優学院高等学校
- 環七通り(都道318号)[1]
- 第二京浜（国道1号）

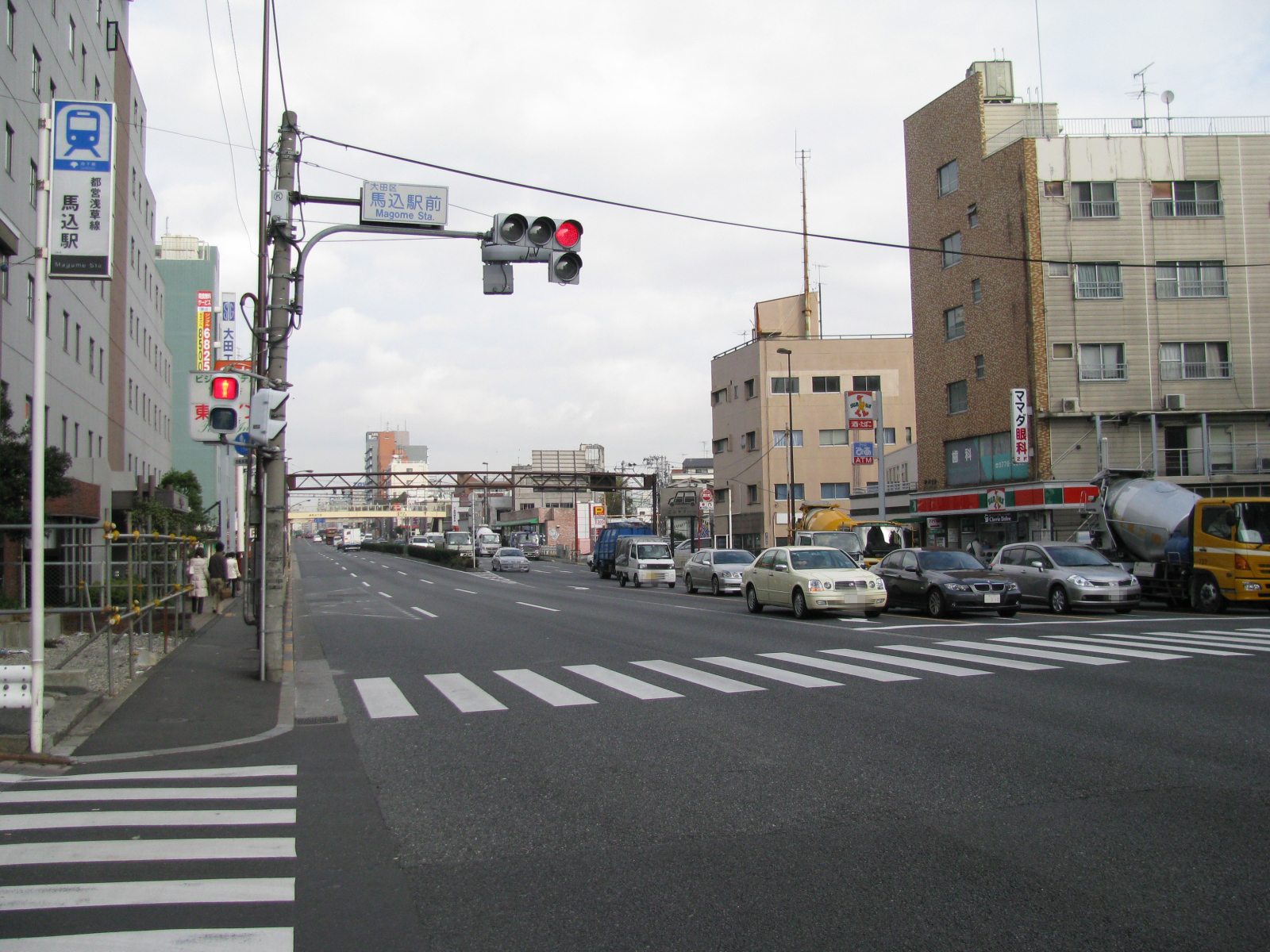
駅前風景（2007年1月12日）

  - 環七通りと第二京浜が交差する松原橋交差点は、日本初の立体交差点である。その交差点の下にA1出入口がある。
- リコー本社
- 品川区立冨士見台中学校[1]
- 大田区役所馬込特別出張所[12]
- 大田区立馬込第三小学校
- おおたみんなの家（認可保育所）
- 南馬込第二保育園（認可保育所）
- 長野計器本社
- 銀座山形屋馬込店
- 山王草堂記念館

## バス路線
最寄りのバス停は「馬込駅前」停留所である。第二京浜と環七上にあり、東急バスにより運行されている。
- 馬込駅前（第二京浜）
  - 反01：五反田駅行 / 川崎駅ラゾーナ広場行
  - 反02：五反田駅行 / 池上警察署行
- 馬込駅前（環七）
  - 森06・森07：上池上循環 大森駅行
  - 森91：大森操車所行 / 新代田駅前行

## 隣の駅
東京都交通局（都営地下鉄）
 都営浅草線
西馬込駅 (A 01) - 馬込駅 (A 02) - 中延駅 (A 03)